# 崇物論

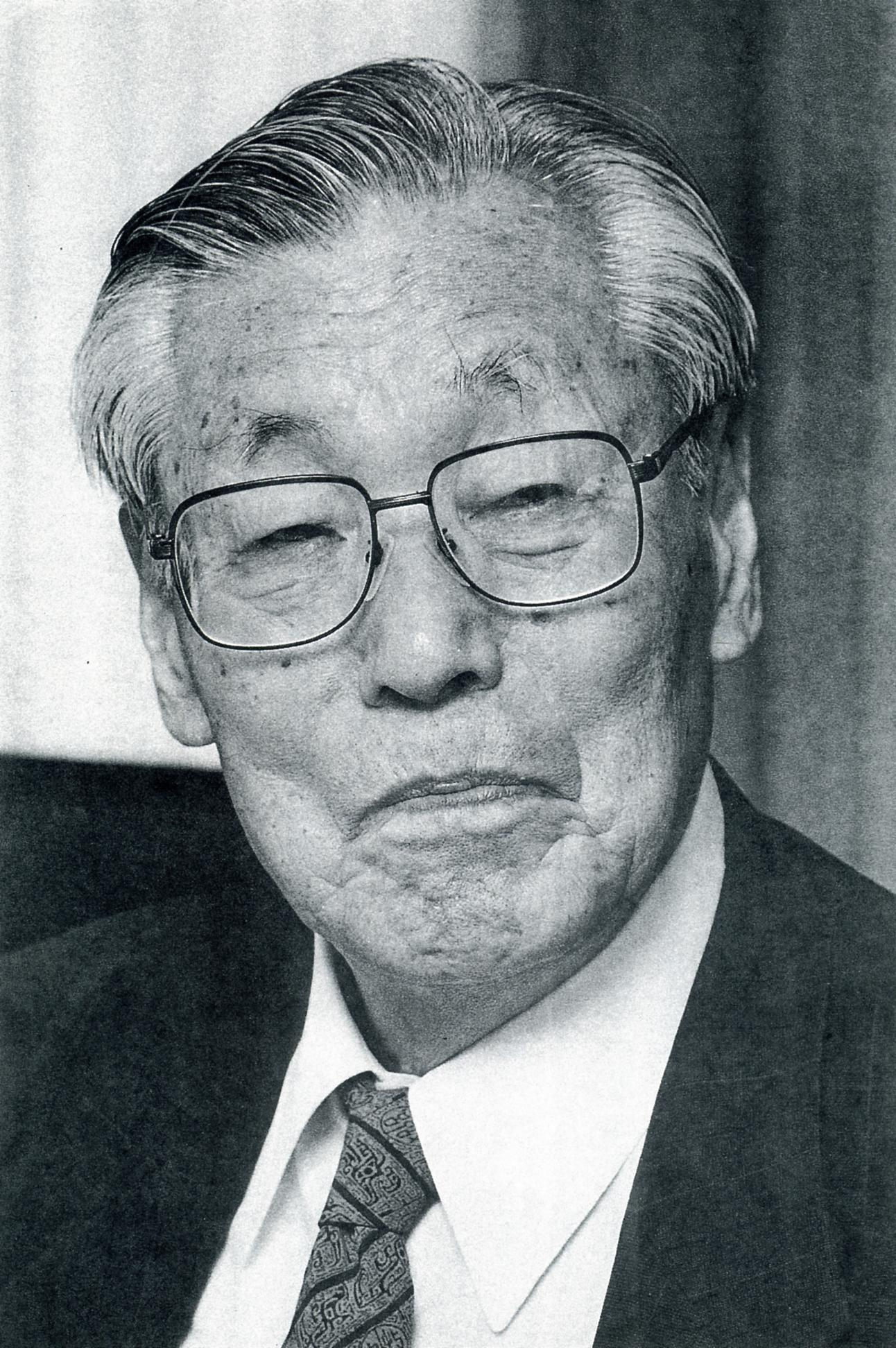
岡田武彦 九州大学名誉教授

『崇物論』（すうぶつろん）は、九州大学名誉教授の儒学者・岡田武彦（1908年 - 2004年）が、最晩年（2003年）に発表した日本論。
「物（万物：他人、自然を含む全てのもの）を大切にすること」、つまり「崇物」の概念を日本人は古来から持っていたとするもの。

## 崇物と自己抑制
他者・他物を大切にするためには、自己の欲望を抑える必要が生じる。そのため、日本人は自己を抑制することを美徳とするようになった。
つまり、日本人本来の特性として、他者崇敬・自己抑制がある。

## 崇物の例
崇物の例として、日本語の中に多用される「お」や「ご」が挙げられる。
「お宮」「お寺」「お野菜」「お米」「お月さん」「ご本」「ご馳走」など、生命のない物に対しても敬意を表す言葉である。同じく、物に対する敬意を表す行事として、｢筆供養｣、｢針供養｣、｢日本人形供養｣などが挙げられる。

## 自己抑制の例
自己抑制の例として、日常会話から拾ってみると、「お茶かコーヒー、どちらがよいですか」と尋ねられ、「どちらでも結構です」と答える場合がある。これは曖昧で主体性に欠けると思われがちだが、実は、自分の嗜好よりも相手（接待役）の便宜を考えた答えであり、自己の欲望を抑えた日本独特の表現だと言える。

## 自己抑制と自己の主体性
日本人の｢崇物｣における自己抑制は、自己の主体性を抑圧するものではなく、反対にこれを積極的に堅持することになる。それゆえ、「崇物」の自己抑制の真意をよく理解して自得しなければ自己抑制は卑屈になり、人としての尊厳を毀損する恐れなしとしない。
日本人の自己抑制に対し、外国人の中には往々にして日本人は己が意向を論理的に表現せず、表現を曖昧模糊として人を欺瞞する民族性を持っていると誤解するものがある。しかし、彼らに日本人が潜在的に伝統として持っている｢崇物｣についての理解があれば、そのようなことはあり得ないであろう。

## 崇物と制物
「崇物」「自己抑制」という独特の思考は、恵まれた自然の恩恵を受けながら生活し、海に囲まれて外国からの侵略を受けることが少なかった、日本人が有する自然崇拝（一種のアニミズム）が起源となっている。
一方、厳しい自然と闘い、外国からの侵略を受け続けた他国（西洋諸国、および日本以外の東洋諸国）では、「他者をいかに制するか？」という｢制物｣の思考が生まれた結果、「自己主張」を美徳とするようになった。
以上をまとめると以下のようになる。
- 崇物・自己抑制（日本）
- 制物・自己主張（日本以外）

## 崇物とエコロジー思考
崇物思考は、日本人の自然崇拝から来ていることから、その対象は山川草木にまで及ぶ。このことは、現代の環境問題にとって重要な意味を持つ。近年おこってきたエコロジー思考も、この崇物を基本理念とすれば、容易にその必要性が看取される。

## 崇物の過去と未来
従来、崇物思想は日本人が潜在的に持っていたものの、十分自覚するまでには至らなかった。また、自己抑制的民族性が災いし、日本の思想文化を海外の人々に理解してもらう努力を怠ってきた。敗戦の負い目から戦前の全面否定、ひいては日本の伝統的思想文化を軽視する風潮が盛んになって久しい。しかし今日においては、日本人自身がまず｢崇物｣に対する自覚を持つように努め、これを発揚していくべきであろう。